# Анувій Знаменосець
Преподобний Анувій Знаменосець (Ануб, Нуб, Ануф; грец. Ανούβ, Ανούφ, копт. anoup, anouf) († 4 століття, Єгипет) — єгипетський святий та сповідник. Шанується в православній церкві в лику преподобних.
Згадується в коптському календарі Абу-ль-Бараката. Скоріше за все Анувій подвизався у Верхньому Єгипті. Ймовірно, саме про нього оповідається в «Історії ченців» як про пустельника, котрого прийшли навідати ченці Сурус, Ісая та Павло, так як вони мали видіння про його близьку кончину. За їх проханням Анувій розповів їм про своє життя і згадав про те, що під час гонінь (можливо, при імп. Юліані Відступнику) він сповідував ім'я Спасителя і з тих пір ні разу не вимовив неправди. За словами преподобного, їжу йому приносили ангели, а сам він неодноразово сподоблювався чудсних видінь Небесного Царства. На 3-й день А. помер, і ченці бачили, як ангели прийняли його душу. На збережених зображеннях монастиря Бауіт зустрічається зображення 3 ченців: Аполлона, засновника монастиря, Фіба та Анувія, проте немає доказів для того, щоби без сумнівів ототожнювати Анувія на фресках монастиря Бауіт та подвижника, про якого згадує «Історія ченців».

## Пам'ять преподобного
Пам'ять Анувія міститься в грецьких та слов'янських віршових синаксарях під 6 червня, в яких Анувій зветься «знаменосцем» (грец. σημειοφόρος), тобто людиною, що бачила божествені знамення. В іншому джерелі пам'ять Анувія розміщена під 5 червня (див.: Йосиф, архім. Заголовок ВМЧ. Стб. 211 (2-га паг.).